# Lycée Frédéric-Mistral
Das Lycée Frédéric-Mistral ist das älteste und zweitgrößte Lycée in Avignon. Es wurde nach dem ehemaligen Schüler Frédéric Mistral benannt, der 1904 den Nobelpreis für Literatur erhielt. Die Schule befindet sich in der Rue d’Annanelle.

## Geschichte

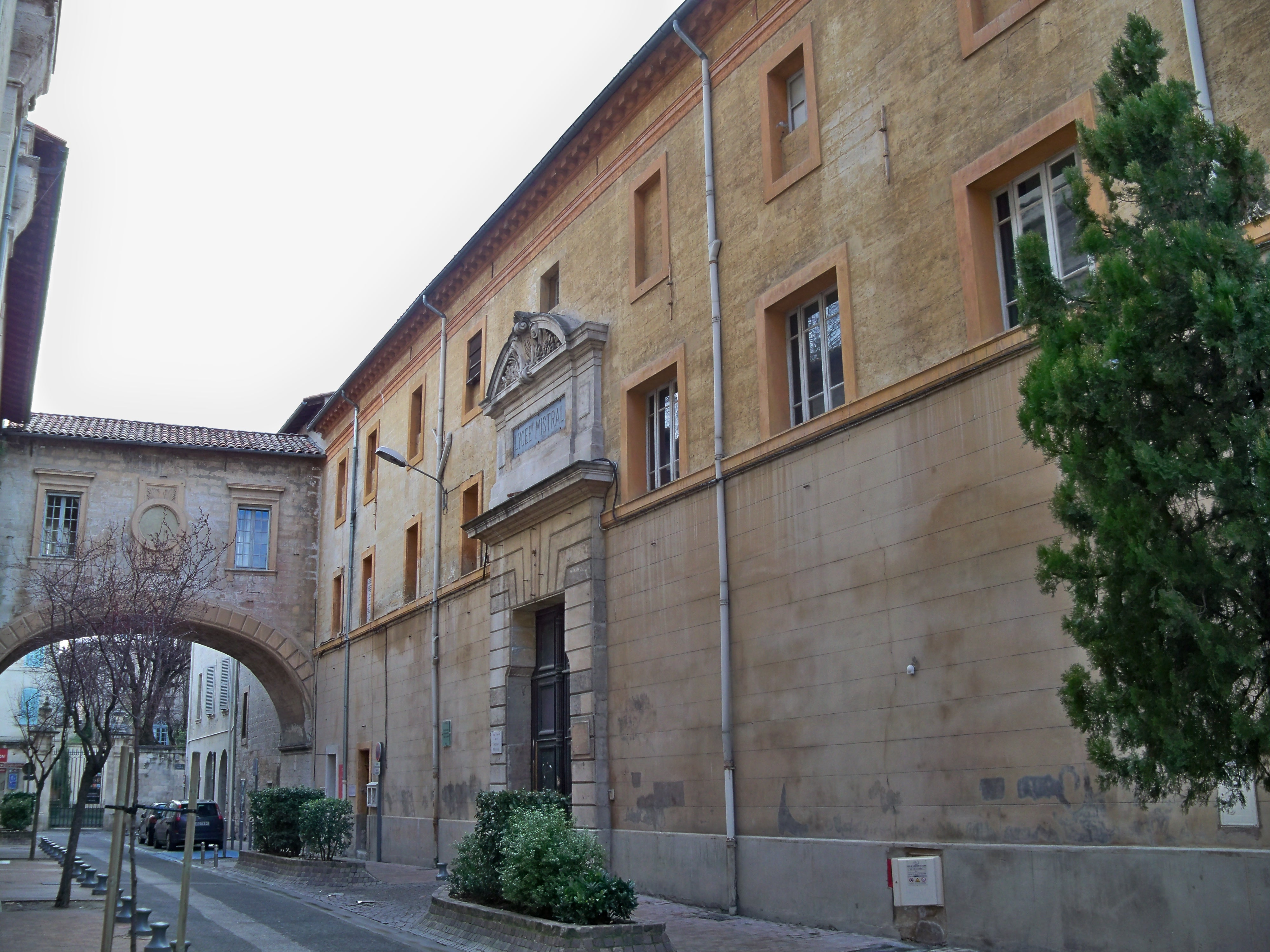
Früheres Schulgebäude, das so genannte Petit Lycée Frédéric Mistral, in der Rue Frédéric Mistral

Das Lycée wurde als königliches Collège gegründet und befand sich anfangs in der Nähe der Rue de la République. Mitte des zwanzigsten Jahrhunderts wurde eine neue Einrichtung mit dem heutigen Namen Cité Scolaire Frédéric-Mistral geschaffen, zu der das Lycée Frédéric-Mistral (Sekundarstufe II), ein gleichnamiges Collège (Sekundarstufe I), Vorbereitungsklassen für tertiäre Ausbildungen und ein Internat gehören. Das Gebäude der früheren Schulanstalt trägt seitdem die Bezeichnung Petit Lycée Frédéric Mistral.
Die Schule bietet Vorbereitungsklassen für das Mathematikstudium in den Hochschulkategorien PCSI und PSI. Außerdem werden Vorbereitungsklassen für das Literaturstudium an der renommierten ENS Lyon und fürs Studium an den IEPs angeboten.
Seit 1993 existiert die Möglichkeit für ein Theaterstudium. In diesem Zusammenhang finden während der Festivalzeit im Juli an der Schule verschiedene Theatervorführungen statt. Zusätzlich gibt es Kurse u. a. für Tanz, Film und Kunstgeschichte sowie einen Chinesisch-Schwerpunkt.

## Bekannte Schulangehörige
- Jean-Henri Fabre (Naturwissenschaftler (Entomologe), Dichter und Schriftsteller), Lehrer
- Stéphane Mallarmé (Lyriker), Lehrer
- Frédéric Mistral (Schriftsteller, Nobelpreisträger für Literatur), Pensionsschüler
- René Char (Dichter), Schüler
- René Haby (französischer Bildungsminister 1974 bis 1978), Schulleiter
- Pierre Miquel (Historiker), Lehrer
- Zeev Sternhell (israelischer Politologe), Schüler
- Edmond Alphandéry (Politiker, Wirtschaftsminister 1993 bis 1995), Schüler
- Bernard Kouchner (Arzt und Politiker), Schüler
- Gérard Gelas (Theaterregisseur), Schüler
- MeeK (Musiker), Schüler
- Olivier Galzi (Journalist), Schüler
- Yves Berger (Schriftsteller), Schüler
- Pierre Boulle (Schriftsteller), Schüler
- Alice Belaïdi (Schauspielerin), Schülerin
- Adrien Bosc (Schriftsteller); Schüler